# Bruno Messerli
Bruno Messerli, né le 17 septembre 1931 à Belp et mort le 4 février 2019, est un géographe suisse et professeur des universités. Il a obtenu plusieurs récompenses dont le prix Vautrin-Lud.

## Biographie

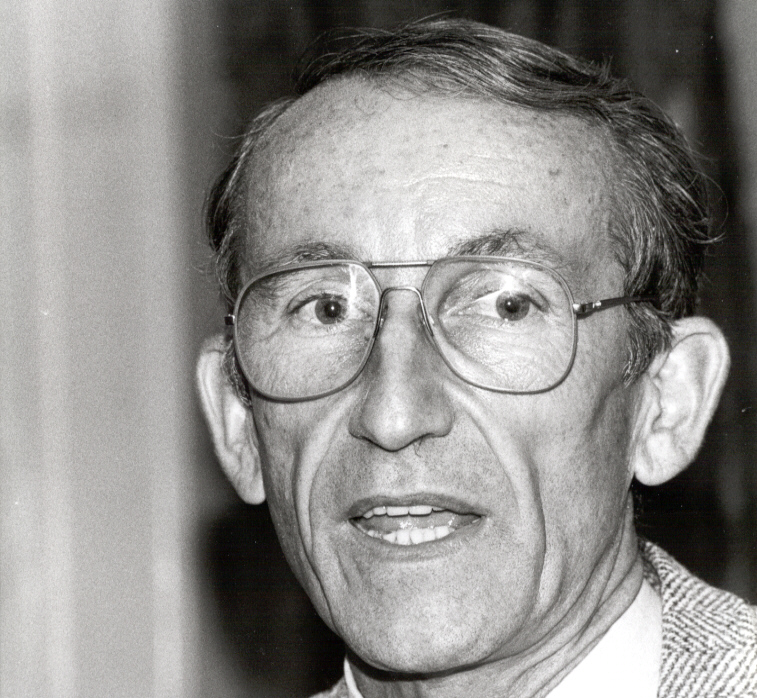
Bruno Messerli (1986).

Bruno Messerli étudie la géographie et la géologie à l'université de Berne, où il reçoit son doctorat en 1962. Après son habilitation en 1965, il devient professeur titulaire en géomorphologie à l'université de Berne en 1968 où il travaille jusqu'en 1996.
Entre 1979 et 1984, Bruno Messerli dirige l'Institut géographique de l'université de Berne et de 1986 à 1987 il est recteur de l'Université. Il est également président de la branche « Montagne » dans le programme MAB de l'UNESCO, coordinateur des programmes "Montagne" de l'ONU et de 1996 à 2000, président de l'Union géographique internationale (UGI).

## Distinctions
- Docteur honoris causa de l'université d'Innsbruck, 2010.
- Membre honoraire de l'Alpine Club, Londres, 2007.
- Membre de l'Académie mondiale des arts et des sciences, 2006.
- Membre de l'Académie des sciences de Russie, 2003.
- FAO - Médaille pour l'ONU - Année internationale de la montagne, Sommet mondial de la montagne à Bichkek, Kirghizistan, 2002.

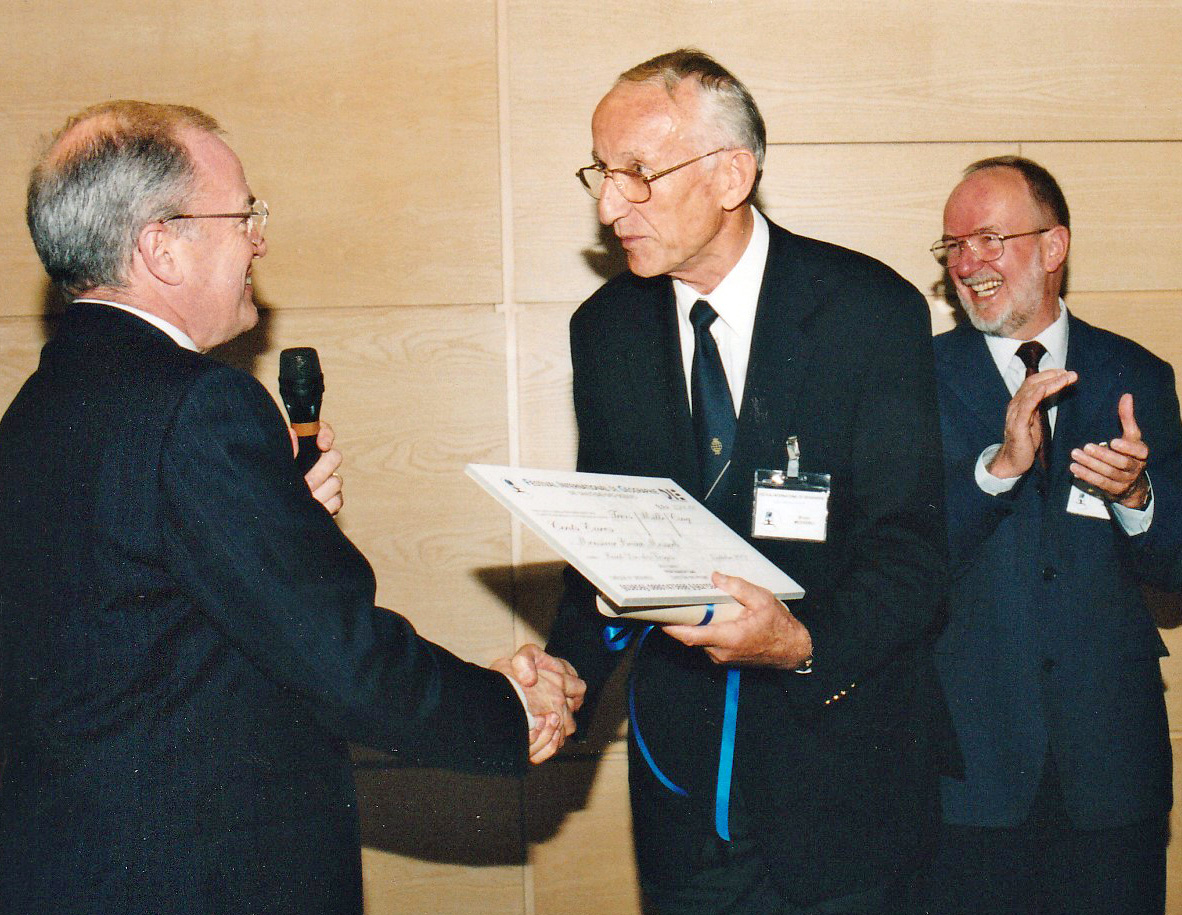
Bruno Messerli, lauréat du prix Vautrin Lud en 2002.

- Médaille d'or (Founder's Medal) de la Royal Geographical Society, 2002.
- Prix de la Fondation Roi Albert Ier (Albert Mountain Award)[2], 2002.
- Prix Vautrin-Lud, 2002
- Docteur honoris causa de l'université libre de Berlin, 1998.
- Membre honoraire de l'Académies suisses des sciences, 1997.
- Membre de l'Académie des sciences et des lettres de Mayence, 1992.
- Membre de l'Academia Europaea, 1990.
- Prix Marcel-Benoist, 1990.
- Membre correspondant de Académie autrichienne des sciences, 1988.
- Palmarès mondial des 500, Programme des Nations unies pour l'environnement, 1988.
- Membre de la Leopoldina, 1984.

## Publications
- Oeschger, H., Messerli, B. und Svilar, M. (Hrsg.), 1980, Das Klima. Analysen und Modelle, Geschichte und Zukunft. Springer Verlag, 296 p.
- Messerli, B. et Ives, J. D. (dirs.), 1984, Mountain Ecosystems, Stability and Instability. Spec. Publ. IGU Congress Paris – Alps 1984. Mountain Research and Development, 291 p.
- Brugger, E., Furrer, G., Messerli, B. et Messerli, P. (dirs.), 1984, Umbruch im Berggebiet. Die Entwicklung des schweizerischen Berggebietes zwischen Eigenständigkeit und Abhängigkeit aus ökonomischer und ökologischer Sicht. Haupt Verlag, Bern.
- Ives, J. D. et Messerli, B., 1989, The Himalayan Dilemma. Reconciling Development and Conservation. UNU und Routledge, London und New York.  (ISBN 978-0415011570)
- Messerli, B. et Ives, J. D. (dirs.), 1997, Mountains of the World. A Global Priority. Parthenon, Carnforth et New York
- Hofer, T. et Messerli, B., 2006, Floods in Bangladesh. History, Dynamics and Rethinking the Role of the Himalayas. United Nations University Press. Tokyo und New York